# Truncorotaloidinoidea
Truncorotaloidinoidea es una superfamilia de foraminíferos planctónicos del suborden Globigerinina y del orden Globigerinida. Su rango cronoestratigráfico abarca desde el Daniense (Paleoceno inferior) hasta el Priaboniense (Eoceno superior).

## Discusión
Clasificaciones previas incluían los taxones de Truncorotaloidinoidea en la superfamilia Globorotalioidea.

## Clasificación
Truncorotaloidinoidea incluye a la siguiente familia:
- Familia Truncorotaloididae